# Editor XML
Un editor de XML es un editor de lenguaje de marcado con funcionalidades añadidas para facilitar la edición de XML. Esto se puede hacer con un editor de texto plano, con todo el código visible, pero los editores de XML han añadido facilidades como finalización de etiquetas y menús y botones para las tareas que son comunes en la edición de XML, sobre la base de datos suministrados con la definición de tipo de documento (document type definition o DTD) o el árbol XML.
También hay editores gráficos XML que ocultan el código en el fondo y presentan el contenido al usuario en un formato más fácil de usar, aproximándola a la versión renderizada o a la edición de formularios. Esto es útil para situaciones en las que las personas que no dominan el código XML necesitan introducir la información de los documentos basados en XML, tales como hojas de tiempo y los informes de gastos. E incluso si el usuario está familiarizado con XML, el uso de estos editores, que se encargan de los detalles de la sintaxis, es más rápido y más conveniente además de contribuir a la edición de XML en Android.